# 順平 (年號)
順平是越南後黎朝中宗黎暄使用的年号。鄭主兼總內外平章軍國重事為世祖諒國公鄭檢。1549年—1556年。

## 紀年對照表
| 順平 | 元年     | 2年      | 3年      | 4年      | 5年      | 6年      | 7年      | 8年      |
| 公元 | 1549年   | 1550年   | 1551年   | 1552年   | 1553年   | 1554年   | 1555年   | 1556年   |
| 干支 | 己酉     | 庚戌     | 辛亥     | 壬子     | 癸丑     | 甲寅     | 乙卯     | 丁巳     |
| 莫朝 | 景曆2年  | 景曆3年  | 景曆4年  | 景曆5年  | 景曆6年  | 光寶元年 | 光寶2年  | 光寶3年  |
| 明朝 | 嘉靖28年 | 嘉靖29年 | 嘉靖30年 | 嘉靖31年 | 嘉靖32年 | 嘉靖33年 | 嘉靖34年 | 嘉靖35年 |